# Armando Valente
Armando Valente (Sampierdarena, 12 gennaio 1903 – Genova, 7 dicembre 1997) è stato un marciatore italiano.
Nel 1924 prese parte ai Giochi olimpici di Parigi classificandosi settimo nella marcia 10 000 metri. Fu anche cinque volte campione italiano assoluto sulla medesima distanza, nel 1922 e dal 1926 al 1929.

## Palmarès
| Anno | Manifestazione  | Sede   | Evento              | Risultato | Prestazione | Note |
| ---- | --------------- | ------ | ------------------- | --------- | ----------- | ---- |
| 1924 | Giochi olimpici | Parigi | Marcia 10 000 metri | 7º        | 50'07"0     |      |

## Campionati nazionali
- 5 volte campione italiano assoluto della marcia 10 000 m (1922 e dal 1926 al 1929)

1920
- Argento ai campionati italiani assoluti, 1 ora di marcia - 11472,22 m

1921
- Argento ai campionati italiani assoluti, marcia 10000 m - 48'22"2/5
- Bronzo ai campionati italiani assoluti, marcia 3000 m - 13'47"3/5

1922
- Oro ai campionati italiani assoluti, marcia 10 000 m - 48'50"2/5

1926
- Oro ai campionati italiani assoluti, marcia 10 000 m - 46'57"0

1927
- Oro ai campionati italiani assoluti, marcia 10 000 m - 48'29"2/5

1928
- Oro ai campionati italiani assoluti, marcia 10 000 m - 50'46"1/5

1929
- Oro ai campionati italiani assoluti, marcia 10 000 m - 49'18"3/5